# Harriet Williams Russell Strong
Harriet Williams Russell Strong, född 1844, död 1926, var en amerikansk konservator. 
Hon är inkluderad i National Women's Hall of Fame. 